# Energetický a průmyslový holding
Energetický a průmyslový holding, a.s. (EPH) je energetická skupina se sídlem v Praze, která byla založena v roce 2009. Skupina sdružuje více než 50 společností v České republice, na Slovensku, v Německu, Itálii, Velké Británii, Francii, Švýcarsku, Irsku a v Nizozemsku. EPH je vertikálně integrovaný energetický holding pokrývající kompletní hodnotový řetězec: od těžby hnědého uhlí přes výrobu udržitelnou elektřiny a tepla až po distribuci elektřiny a tepla. Majoritním vlastníkem je český podnikatel a právník Daniel Křetínský (50 % + 1 akcie), který je dlouhodobě řazen mezi nejbohatší Čechy a v roce 2017 se podle Forbesu stal dolarovým miliardářem. Šest procent je rozděleno mezi vybrané manažery společnosti. V současné době[kdy?] zaměstnávají společnosti pod EPH zhruba 15 tisíc zaměstnanců. V roce 2021 se EPH stal největší českou firmou z hlediska tržeb.

## Založení
Společnost byla založena v roce 2009 skupinami J&T a PPF jako platforma pro strategické investice v oblasti energetiky  .
V prosinci 2013 oznámila společnost PPF, že se s ostatními vlastníky EPH dohodla a zamýšlí jim svůj podíl v holdingu odprodat.
Manažerský tým EPH se začal formovat v roce 2001 v rámci divize korporátních investic skupiny J&T pod vedením Daniela Křetínského. Původně byly hlavní pracovní náplní tohoto týmu finanční investice. Poměrně brzy však došlo k transformaci původní vize a tým se stal strategickým investorem se zaměřením na korporátní investice do energetického průmyslu  . 
Na začátku roku 2017 došlo k dokončení transakce změny majetkové struktury společnosti EPH. Většinovým vlastníkem se po odchodu Patrika Tkáče a private equity fondů partnerů J&T stal Daniel Křetínský (94 %), zbylých 6 % bylo rozděleno mezi vybrané manažery. Patrik Tkáč mohl za své akcie získat v přepočtu až 73 miliard korun.
Tkáč se ovšem v roce 2020 do vlastnické struktury EPH vrátil, když zpět odkoupil 44 % akcií. Křetínský a zmínění menšinoví akcionáři společně vlastnili většinových 56 %. Poté založili novou holdingovou společnost EP Corporate Group (EPCG) a investiční společnost EP Equity Investment. Byl tím zahájen postupný odklon od energetiky směrem k maloobchodu a velkoobchodu. EPCG měl postupně převzít všechny Křetínského podíly ve všech jeho společnostech navázaných na EPH s výjimkou Czech Media Invest. V březnu 2021 se EPH prostřednictvím kontraktu na termínované a revolvingové úvěry podařilo od syndikátu mezinárodních bank získat úvěr v hodnotě miliardy eur (26 miliard korun). V čele syndikátu bank stála česká Komerční banka jako hlavní agent úvěru. V syndikátu dále byly banky Bank of China, Credit Suisse, ING Bank nebo UniCredit Bank.

## Struktura společnosti
Skupina je od roku 2016 rozdělena na dva základní pilíře – EP Infrastructure, a.s. a EP Power Europe, a.s.

### EP Infrastructure
EP Infrastructure (EPIF) v rámci EPH zastřešuje tranzit plynu, distribuci elektřiny a plynu, skladování plynu a teplárenství. EP Infrastructure v rámci těchto segmentů ovládá celkem 11 dceřiných společností v ČR a na Slovensku. Do EPIF patří podíly společnosti Eustream, který řídí největší koridor pro dodávky ruského plynu do západní, střední a jižní Evropy a kde jako manažer působí bývalý premiér Mirek Topolánek, či společnosti NAFTA, Pozagas a SPP Storage, které na Slovensku a v Česku provozují zásobníky plynu. Z pohledu klíčového ukazatele EBITDA patřila společnost mezi pět největších průmyslových skupin se sídlem v České republice.
EPH drží ve společnosti EP Infrastructure 69% podíl a manažerskou kontrolu. Zbylých 31 % vlastní investiční fond australské banky Macquarie.

### EP Power Europe
Druhou větví holdingu je společnost EP Power Europe (EPPE), která zastřešuje těžbu uhlí a výrobu elektřiny z klasických a obnovitelných zdrojů. EPPE se kromě toho věnuje i logistice a obchodování s komoditami. Společnost působí na osmi evropských trzích, konkrétně v Německu, Nizozemsku, Francii, ve Švýcarsku, v Itálii, Irsku, Velké Británii a v České republice.
V Německu vlastní EPPE MIBRAG, který je třetí největší těžební společností, provozuje kogenerační zdroje a větrnou farmu. V Itálii provozuje EPPE zařízení pro termální výrobu elektrické energie v rámci EP Produzione. Ve Velké Británii ovládá EPPE černouhelnou elektrárnu Eggborough a elektrárnu Lynemouth, která přechází na spalování biomasy. V Nizozemsku skupina EP Power Europe ovládá společnost EP Netherlands, která vyrábí elektřinu a provozuje elektrárny Sloje, Rijmond a MaasStroom. S kumulativní kapacitou 2,6 GW se EPNL řadí na třetí místo mezi provozovateli elektráren v Nizozemsku. V České republice řídí EPPE dopravce stavebních hmot EOP HOKA, společnost obchodující s pevnými palivy EP Coal Trading a firmu EP Commodities, specializující se na trading s uhlím, zemním plynem a ropou.
V rámci svého portfolia jaderných, vodních, uhelných, solárních, větrných a zemním plynem a biomasou poháněných elektráren spravuje EPPE elektrárny s celkovou instalovanou kapacitou přes 12 GWe. Skupina postupně novými akvizicemi roste a již nyní[kdy?] se instalovanou kapacitou řadí mezi 10 největších evropských energetických společností .
EPH drží ve společnosti EP Power Europe 100% podíl.[zdroj?]

## Seznam ovládaných společností
Přehled společností:
- AISE
- Alternative Energy
- Arisun
- Budapesti Erőmű
- Eggborough Power
- Elektrárny Opatovice (EOP)
- EOP & HOKA
- EP Cargo
- EP Coal Trading
- EP Commodities
- EP Energy Trading
- EP Netherlands
- EP Produzione
- EP Sourcing
- Eustream
- Gazel Energie
- Greeninvest Energy
- HSR (Helmstedter Revier)
- LEAG
- LokoTrain
- Lynemouth Power
- MIBRAG
- Mibrag Neue Energie
- NAFTA
- Powersun
- Pozagas
- Plzeňská teplárenská
- Saale Energie (SCHKOPAU)
- Slovenské elektrárne
- SPP – distribúcia
- SPP Storage
- Stredoslovenská energetika
- Triskata
- United Energy
- VTE Moldava II
- VTE Pchery